# NGC 4741
NGC 4741 (również PGC 43504 lub UGC 8000) – galaktyka spiralna (Sc), znajdująca się w gwiazdozbiorze Psów Gończych. Odkrył ją William Herschel 9 marca 1788 roku. Jest to galaktyka z aktywnym jądrem typu LINER.